# Ivana Bacik
Ivana Catherine Bacik (ur. 25 maja 1968 w Dublinie) – irlandzka polityk, prawniczka i nauczycielka akademicka, senator i deputowana, od 2022 lider Partii Pracy.

## Życiorys
Jej dziadkowie od strony ojca byli Czechami, w drugiej połowie lat 40. wyemigrowali do Irlandii. Ivana Bacik ukończyła studia prawnicze w Kolegium Trójcy Świętej w Dublinie, została też absolwentką London School of Economics. W czasach studenckich zajęła się upowszechnianiem i propagowaniem informacji o aborcji. Na skutek działań organizacji Society for the Protection of Unborn Children wszczęto przeciwko niej wówczas postępowanie sądowe.
Uzyskała uprawnienia barristera, podejmując praktykę w zawodzie. Zajęła się też działalnością dydaktyczną jako wykładowczyni prawa karnego i kryminologii w Trinity College w Dublinie. Autorka i współautorka publikacji, m.in. Abortion and the law, Crime and poverty in Ireland oraz Kicking and screaming. Dragging Ireland into the 21st century. W latach 1997–2003 była redaktorką czasopisma „Irish Criminal Law Journal”. Członkini British Society of Criminology, American Society of Criminology oraz Irish Women Lawyers Association.
Zaangażowała się w działalność polityczną w ramach Partii Pracy. W 2007 została wybrana w skład Seanad Éireann jako reprezentantka University of Dublin. Reelekcję do wyższej izby irlandzkiego parlamentu uzyskiwała w 2011, 2016 i 2020. W 2021 wygrała wybory uzupełniające do Dáil Éireann w okręgu Dublin Bay South. W marcu 2022 została nowym liderem Partii Pracy, zastępując na czele partii Alana Kelly’ego. W 2024 utrzymała mandat poselski na 34. kadencję.